# Меконнін Уольде-Мікаель
Меконнін Уольде-Мікаель, Рас Меконнін (амх. ራስ መኮንን; 8 травня 1852, Деферо Мірьям поблизу Анкобера — 21 березня 1906, Кулубі) — Ефіопський державний і військовий діяч, генерал, губернатор ряду провінцій Ефіопії, батько імператора Ефіопії Хайле Селассіє I.

## Біографія
Рас Меконнін походив із старовинного аристократичного роду. Син воєначальника Уольде Мікаеля Гудесси, онук негуса провінції Шоа Сале Селассіє по материнській лінії, Меконнін належав до Соломонової династії, що правила Ефіопією, і був двоюрідним братом імператора Менеліка II.
У віці 14 років батько відправив Меконніна до двору негуса Шоа Менеліка. Після входження Шоа в ефіопську імперію, Меконнін в 1887 році став губернатором цієї провінції в роки правління його іншого двоюрідного брата, імператора Йоханнеса IV. Під час повстання раса Менгеша Йоханнеса Маконнін був призначений тимчасовим губернатором провінції Тиграї. Під час Першої італо-ефіопської війни був генералом ефіопської армії і відіграв велику роль у розгромі італійських військ у битві при Адуа (1896).
Виконував різні дипломатичні доручення, фактично виконуючи обов'язки міністра закордонних справ. У 1902 році рас Меконнін здійснив поїздку до Великої Британії, де представляв Ефіопію при коронації Едуарда VII. В дорозі Меконнін також завдав візити до Італії, Франції, Німеччини та Туреччини. У 1906 році призначений губернатором (шум) Харарі.

## Сім'я і дитина
Меконнін одружився (1873) на уойзеро Йешимібет Алі, дівчині з аристократичного придворного роду, що походив з народів оромо і гураге.
Дитина:
- Хайле Селассіє I

Дружина померла (1894) через два роки після народження сина (1892) Тефері Меконніна, згодом імператора Хайле Селассіє. Рас Меконнін посватався (1901) до уойзеро Ментаваб Уоле, племінниці імператриці Таїту Бетул, але заручини були розірвані (1902).

## Смерть
Помер рас Меконнін в 1906 році від тифу під час подорожі з Харера в столицю країни Аддис-Абебу, в містечку Кулубі, куди його, вже хворого, доставили офіцери свити.

## Нагороди
- Орден Святого Михайла і Святого Георгія
- Орден Почесного легіону
- Орден Корони Італії
- Орден «Османіє»
- Орден Святої Анни